# Pareză

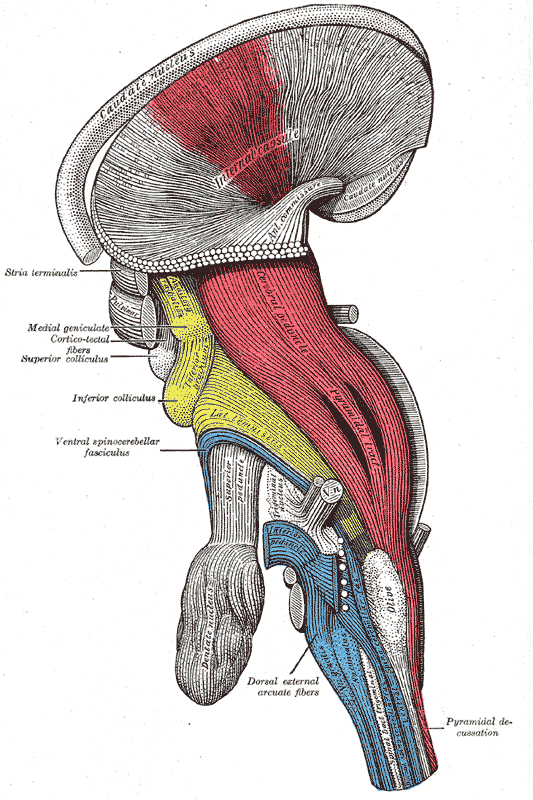
Sistemul piramidal (roșu) în regiunea de bază a creierului, văzut din dreapta

Secțiune transverală prin măduva spinării

Pareza (grec. πάρεσις páresis - amorțire) este o paralizie parțială a mușchilor scheletici. Parezele sunt cauzate frecvent de tulburări neuronale, mai precis a neuronilor eferenți care transmit impulsurile motorii de la creier sau măduva spinării, aceste tulburări fiind de fapt întreruperi din diferite motive de boală a căii de transmitere a impulsului la mușchi.
La animale s-au constatat paralizii ale neuronilor motori din sistemul piramidal (trunchiul piramidal), situat la baza creierului mare (encefal), dar mai pot exista paralizii cauzate de segmentele nervoase subordonate, vecine, leziuni ale nervilor spinali din măduva spinării sau la un nivel inferior, nivelul nervilor periferici.

## Formele unei pareze
- Monopareza reprezintă paralizia unui segment de membru, sau al unui membru
- Diapareza reprezintă paralizia a două membre (mână și picior, sau ambele picioare)
- Parapareza reprezintă paralizia ambelor picioare în cazul unei leziuni transversale prin măduvă
- Hemipareza reprezintă paralizia unei jumătăți corporale (mână și picior pe o parte)[1]
- Tetrapareza poate fi hipo- sau hipertonică (spastică), fiind afectate toate membrele